# Dorogi köztemető
A Dorogi köztemető Dorog egyetlen használatban lévő temetője.

## Fekvése
A temető a város délkeleti határában, a Bécsi út (10-es főút), az ÉGÁZ telephelye, a Csolnoki út és a Temető utca által határolt területen fekszik, domboldalban.

## Története
A település első temetője az Árpád-korban létesült az ódorogi templom körül, 1936-ban tárta fel Balogh Albin. A török hódoltság utáni betelepülés után a községi temető a Szent József plébániatemplom körül volt egészen 1765-ig, ekkor alapították a mai nyughelyet a Temető utca-Csolnoki út szegletében, a korábbi magterület helyén ma egy gépműhely található. Azóta a település népességének növekedésével párhuzamosan többször bővítették, először 1845-ben a mai Gorkij utca vonaláig. A ravatalozó az 1930-as években épült, a második világháború után szovjet hősi temető létesült a központjában. Legnagyobb bővítésére 1988-ban került sor, egészen az ÉGÁZ telephelyéig, ugyanis ekkor lettek idősek az 1920-as és 1930-as években a jelentős számú betelepülőtől nagyra nőtt falu akkori szülöttei. Kerítésének felépítésére és impozáns központi kapujának felújítására 1998-ban került sor, 2003-ban helyezték el az ismeretlen helyen nyugvó Schmidt Sándor emléktábláját a Bécsi úti kápolna belső falán. A temető területe ma 3286 m² és 4910 sírt foglal magában.

## Nevezetes halottak
- Berberich János, (1877–1960?) községi bíró
- Borbély Zoltán, rendőr zászlós, posztumusz hadnagy[4]
- Hám Kálmán, (1923–1952) bányamentő, vájár
- Morva Izidor, (1871–1955) főjegyző